# Mokra Drabina

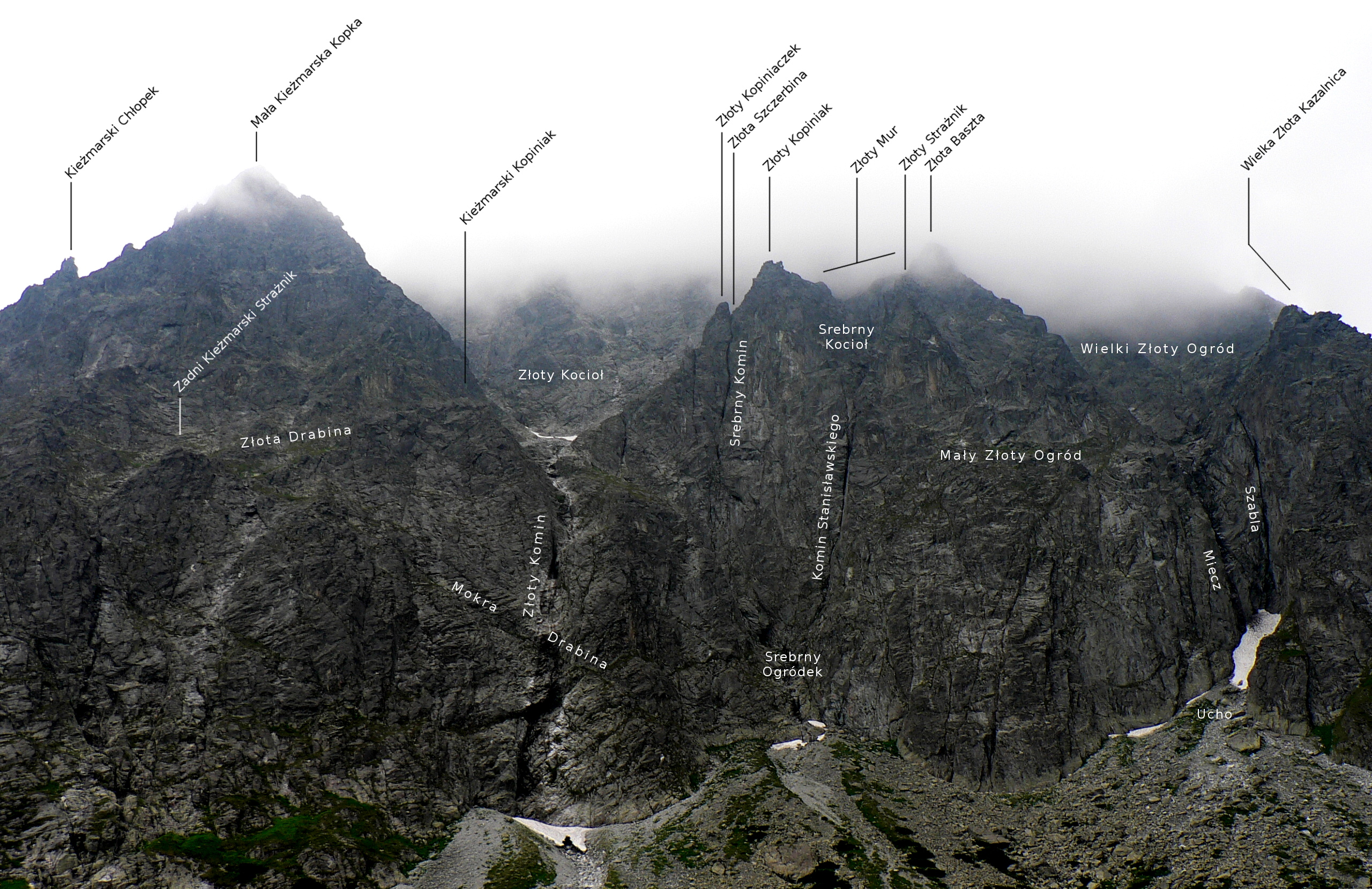

Mokra Drabina – skośny zachód na północnej ścianie Małego Kieżmarskiego Szczytu (Malý Kežmarský štít) i Kieżmarskiej Kopy (Kežmarská kopa) w słowackich Tatrach Wysokich. Znajduje się w dolnej części ich ścian. Zaczyna się u podnóży Małego Kieżmarskiego Szczytu na północno-wschodniej stronie piargu Srebrnego Ogródka (Strieborná záhrada) i wznosi skośnie w lewo do Złotego Komina (Zlatý komín). Po drugiej jego stronie ma kontynuację w ścianie Kieżmarskiego Kopiniaka (Szczepańského veža), w której również skośnie w górę wznosi się aż do przełęczy między nim a Zadnim Kieżmarskim Strażnikiem. Tu dołącza do Złotej Drabiny (Zlatý rebrík).
Mokra Drabina jest jedną z taternickich dróg wspinaczkowych.